# 西部電機
西部電機株式会社（せいぶでんき）は、福岡県古賀市に本社を置く搬送機械、産業機械、工作機械、放電機械などを製造、販売するメーカーである。

## 概要
東邦電力の電気機械工場であった東邦電機工作所九州工場を母体に創業。企業統合政策により1943年に安川電機製作所（現・安川電機）が資本参加し、1945年には完全子会社となった。1949年に過度経済力集中排除法により安川電機との関係は切れるが、現在も筆頭株主である。

## 沿革
- 1927年1月 - 西部電気工業所創業[1]。
- 1939年2月 - 西部電機工業株式会社設立[1]。
- 1986年7月 - 現社名に変更[1]。
- 1986年12月 - 福岡証券取引所上場[1]。
- 1991年2月 - 大阪証券取引所2部上場[1]。
- 2006年12月 - 東京証券取引所2部上場[1]。
- 2009年9月 - 大阪証券取引所上場廃止。
- 2012年2月 - 搬送機械事業において豊田自動織機と業務・資本提携[1]。